# Schauspiel Hannover

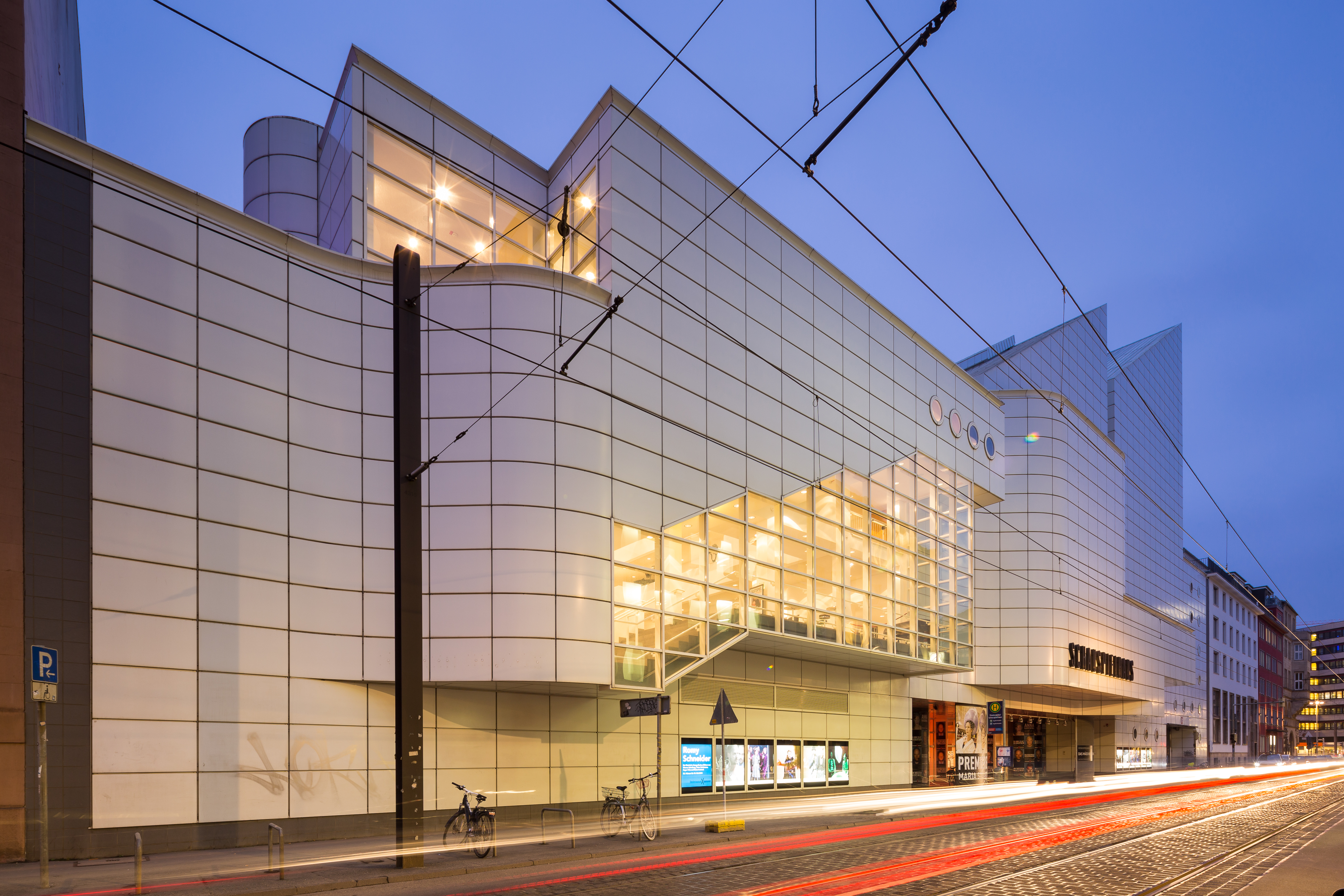
Schauspielhaus Hannover (2015)

Das Schauspiel Hannover bildet gemeinsam mit der Staatsoper Hannover die Niedersächsische Staatstheater Hannover GmbH. Es bietet dem Publikum Theater, Unterhaltung und Musik an fünf verschiedenen Orten.
Neben dem Schauspielhaus gehören dazu Cumberlandsche Bühne, Cumberlandsche Galerie sowie in der Altstadt Ballhof Eins und Ballhof Zwei. Seit Beginn der Spielzeit 2019/20 ist Sonja Anders Intendantin des Schauspielhauses.

## Spielstätten

### Spielstätten in der Prinzenstraße
Schauspielhaus

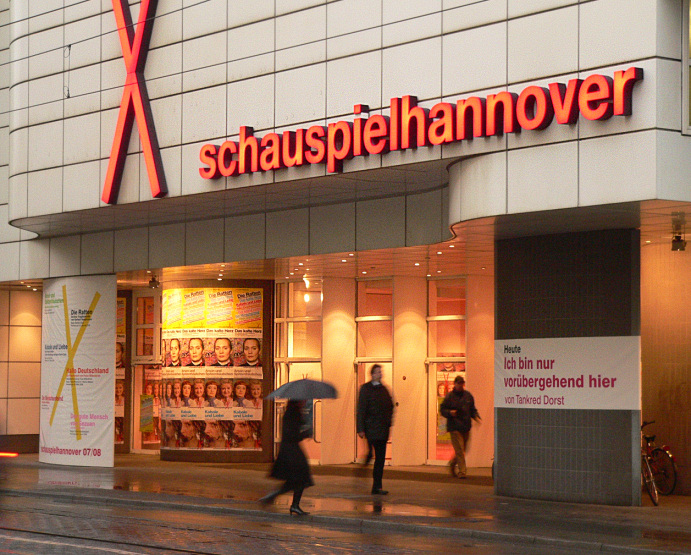
Eingangsbereich des Schauspielhauses (2008)

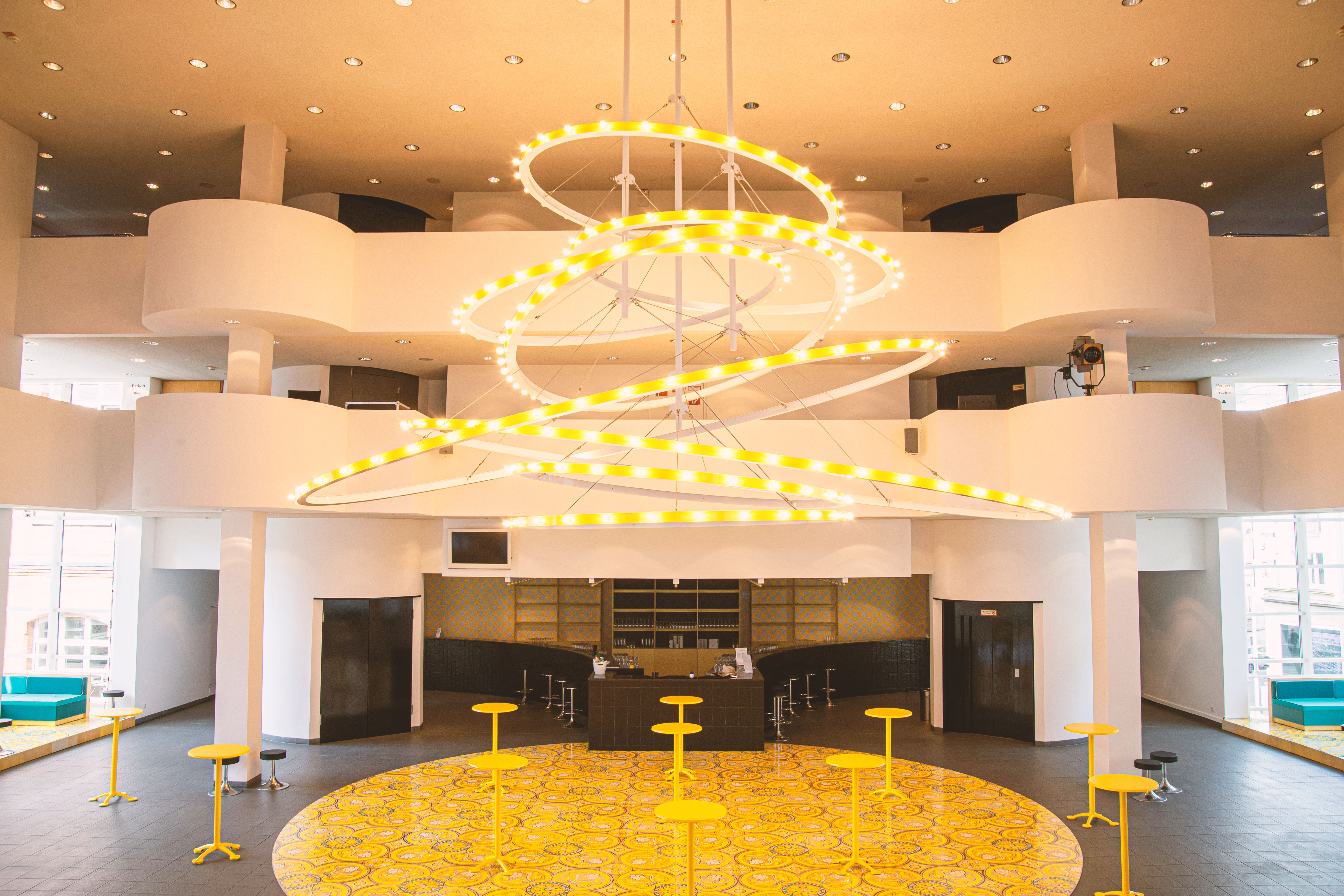
Foyer des Schauspielhauses (2019)

In der Prinzenstraße nahe dem Hauptbahnhof steht seit 1992 die Hauptspielstätte des Schauspiels. Der Bau des Schweizer Architekten Claude Paillard besteht aus Stahlbeton und ist mit weiß lackierten Aluminiumplatten verkleidet. Er bietet auf Rang und Parkett Platz für 630 Zuschauer.
Auf der Großen Bühne wird traditionell das erste Stück der neuen Spielzeit präsentiert, thematisch nimmt sich die Spielstätte vergangener Epochen durch Autoren wie Kleist, Goethe, Schiller oder Shakespeare, ebenso an wie zeitgenössischen Stücken von Ella Hickson, Dea Loher, Wolfram Lotz oder Thomas Köck. Auch junge Lebenswelten finden hier thematisch ihren Platz.
Im angrenzenden historischen Gebäudeteil, der über den Theaterhof zu erreichen ist, befinden sich zudem die Cumberlandsche Galerie (bis zu 85 Plätze) und die Cumberlandsche Bühne (bis zu 198 Plätze), die ebenfalls als Spielorte dienen.
Über das Foyer erreicht man zudem das Theatermuseum, welches neben aktuellen Ausstellungen auch kontinuierlich das Theatergeschehen des Hauses dokumentiert und archiviert.
Cumberlandsche Bühne
2009 hat mit der Intendanz von Lars-Ole Walburg in den Räumen an der Prinzenstraße die Cumberlandsche Bühne eröffnet. Bis dato wurde sie lediglich als weitere Probebühne genutzt. Mit Beginn der Intendanz von Sonja Anders zur Spielzeit 2019/20, verwandelten sich Cumberlandsche Bühne und Cumberlandschen Galerie unter der Leitung von Julia Wissert zur Heimat der Universen – eine Plattform mit und für die Menschen in und um Hannover. Mit künstlerischen Residenzen, Workshops und Happenings versteht sie sich als Ort der Begegnung und Partizipation. Mit der Spielzeit 2020/21 übernimmt Mirko Borscht die künstlerische Leitung. Die Cumberlandsche Bühne dient ebenfalls der mit der Stiftung Niedersachsen gemeinsam initiierten Gesprächsreihe ABC der Demokratie, in der Ijoma Mangold und seine Gäste, verschiedene Begriffe der Gesellschaft auf den Prüfstand stellen. Als Bühne dient sie auch den Playstation-Jugendclubs, die hier jährlich ihre Stückarbeiten zur Premiere bringen.
Cumberlandsche Galerie
Das unter Denkmalschutz stehende Galerie-Treppenhaus wird sowohl für Aufführungen und Lesungen als auch für gastronomische Zwecke genutzt. Die Cumberlandsche Galerie wurde zwischen 1883 und 1886 als Erweiterung des Museums für Wissenschaft und Kunst gebaut. Da darin überwiegend Kunstschätze der Welfen ausgestellt werden sollten, trägt sie den Namen des letzten hannoverschen Kronprinzen, der sich seit 1878 Herzog von Cumberland nannte. Der Charme der Galerie liegt besonders in ihrem großen Treppenhaus, das durch seine dreiläufige Treppe mit gusseisernen Stützen und Geländern geprägt ist. Je nach Bedarf können unterschiedliche Ebenen im Treppenhaus bespielt werden. Die Galerie bietet damit eine Möglichkeit für kleinere Projekte und Darstellungsformate.

### Spielstätten in der Altstadt
Ballhof
Sowohl Ballhof Eins (300 Plätze) als auch Ballhof Zwei (149 Plätze) werden von der Staatsoper und dem Schauspiel Hannover gemeinsam genutzt und bespielt. In der hannoverschen Altstadt gelegen, wird hier Theater für alle Generationen, mit einem Schwerpunkt auf der Theaterarbeit mit und für Jugendliche und Schulen, geboten. Nach Wilfried Schulz und Lars-Ole Walburg setzt auch Sonja Anders seit der Spielzeit 2019/20 weiterhin verstärkt auf entsprechende Projekte und Kooperationen in diesem Bereich. Das Junge Schauspiel Hannover, das vormals im Ballhof verortet war, findet seitdem auf allen Bühnen sein Zuhause.
Ballhof Eins

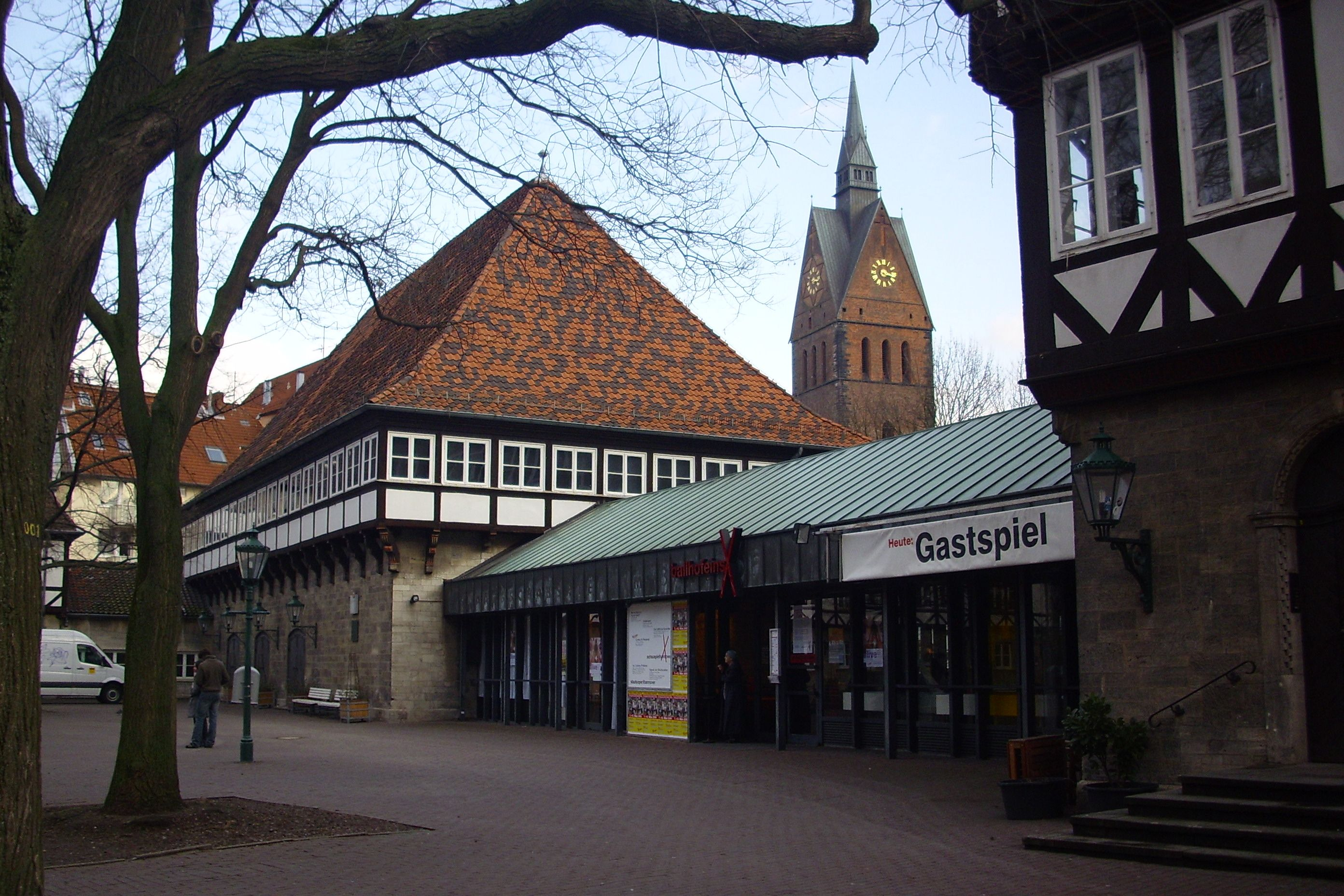
Ballhof Eins (2009)

Der Ballhof war ursprünglich eine Sporthalle, in der man dem damals üblichen Ballspiel, einer Art Federball, ungestört von Wind und Wetter nachkommen konnte. Gebaut wurde er zwischen 1649 und 1664 unter Herzog Georg Wilhelm auf dem Gelände des ehemaligen St.-Gallen-Hofs. Später wurde er mehrfach verkauft und diente bis zum Zweiten Weltkrieg unter anderem als Versammlungshalle, Lichtspielhaus, Auktionshaus, Möbellager und Spielstätte städtischer Bühnen.
Nach 1945 wurde der Ballhof wieder als Theater genutzt, 1975 ließ Architekt Thilo Mucke den Saal und die Bühne modernisieren und das Foyer als Stahl-Glas-Bau mit Kupferdach neu bauen. Auf dem Spielplan stehen Stoffe für unterschiedliche Jahrgänge und Interessen.
Ballhof Zwei

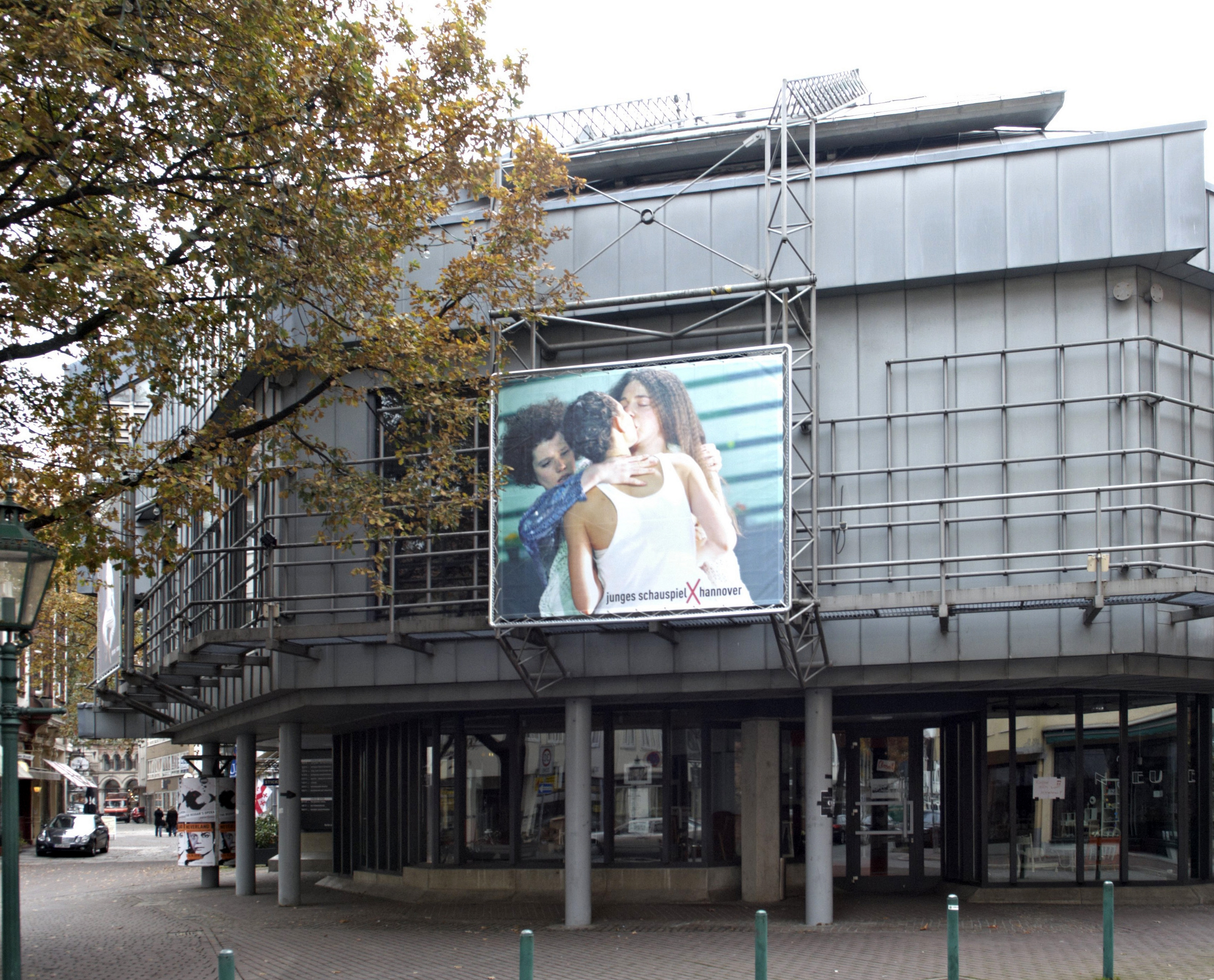
Ballhof Zwei (2010)

Der Ballhof Zwei diente zunächst als Probebühne für den Ballhof und wurde 1990 von Thilo Mucke als polygonaler, vorspringender Bau an der Ecke Knochenhauer- und Ballhofstraße gebaut. Später wurde er auch als kleinere Spielstätte eingesetzt, mittlerweile ist er fester Bestandteil im Spielplan. Als die kleinere der beiden Bühnen eignet er sich besonders für Produktionen mit entsprechend kleineren und flexibleren Bühnenbildern. Im Gebäude ist darüber hinaus das Ballhof Café untergebracht. Hier betreiben junge Menschen aus allen Bevölkerungsschichten eigenständig das House of Many. Neben dem Café-Betrieb während der Vorstellungszeit kuratieren und organisieren sie ein Programm aus Inszenierungen, Konzerten, Lesungen usw. und bieten jungen Bands und jungen Künstlern Auftrittsmöglichkeiten. Außerdem treffen sich und proben dort unter Anleitung von Profis aus den Bereichen Schauspiel, Regie, Bühne, Kostüm und Technik die verschiedenen Balljugend-Clubs.

## Geschichte

### Hoftheater und Schauburg
Das Sprechtheater in Hannover hatte es bereits unter Georg V. (1819–1878) am Hoftheater nicht leicht, weil die Musik das künstlerische Geschehen bestimmte und das Schauspiel über die Grenzen der Stadt hinaus keine Aufmerksamkeit weckte. Einige Jahrzehnte änderten auch diverse Intendantenwechsel daran nichts.
Um 1900 gab es ein großes Umdenken in der deutschen Theaterlandschaft. Der Naturalismus fand Eingang in die Bühnen und Regieideen, Ausstattung und Dramaturgie gewannen an Wert. Hannovers Schauspiel verpasste diesen Schritt, und so forderte der Kritiker Johann Frerking 1911 drastische personelle Maßnahmen, die sogar umgesetzt wurden. Schauspieldirektor wurde Rolf Roenneke, Intendant Willy Grunwald und Kritiker Frerking selbst Dramaturg. Der Spielplan wurde generalüberholt und das Publikum mit Schiller, Kleist und Ibsen begeistert. Eine weitere Forderung war die räumliche Trennung von Oper und Schauspiel.

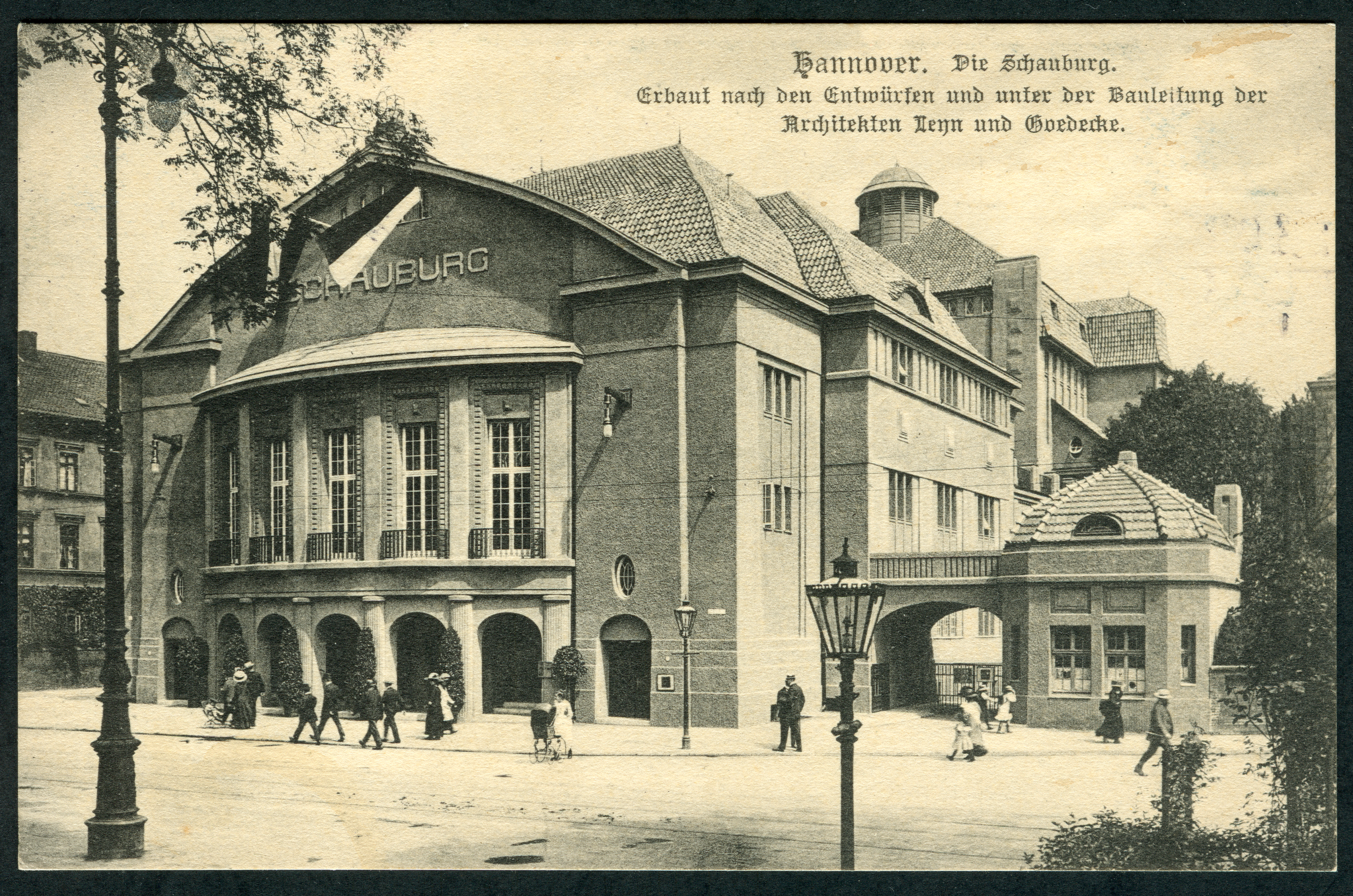
Schauburg, Ansichtskarte Nummer 1101 von Karl F. Wunder

So pachtete die Stadt Hannover 1911 vom preußischen Staat die Schauburg in der Hildesheimer Straße und nutzte sie als eigene Bühne für das Schauspiel. 1925 kaufte die Stadt das Gebäude sogar und benannte es in Schauspielhaus um. Gemeinsam mit der Oper im Lavesbau bildete das Schauspielhaus nun die „Städtischen Bühnen“ Hannovers, ehe 1943 beide Gebäude dem Krieg nicht standhalten konnten und zerfielen. 800 Zuschauer hatten in der Schauburg Platz, das Theater war beim Publikum äußerst beliebt. Dem Schauspiel Hannover gelang der Anschluss an das deutsche Theatergeschehen also doch noch, was allerdings dem Städtischen Theaterausschuss zu schnell gegangen war. Daher wurden Dramaturg Frerking und Schauspieldirektor Roenneke 1926 wieder entlassen. Georg Altman leitete nun das Schauspiel, schied aber mit der Machtergreifung Hitlers sofort wieder aus. Nachfolger wurde Alfons Pape.
Zu Beginn des Zweiten Weltkrieges ging der Theaterbetrieb wie zuvor weiter, doch 1943 wurde das Opernhaus durch Bombenangriffe zerstört. Ersatzspielstätte war zunächst das Schauspielhaus, dann das Galeriegebäude Herrenhausen. Noch vor der Zerstörung des Schauspielhauses wechselte die Leitung von Oper und Schauspiel. Heinrich Koch wurde Schauspieldirektor. In der Bombennacht vom 8. auf den 9. Oktober 1943 wurde das Schauspielhaus dann aber zerstört, und das Ensemble zog um in den Ballhof. Aus Angst vor den meist nächtlichen Fliegeralarmen begannen Vorstellungen häufig schon am Nachmittag. Am 1. September 1944 war auch diese Idee hinfällig, da alle Theater Deutschlands geschlossen wurden.

### Entwicklung nach dem Zweiten Weltkrieg

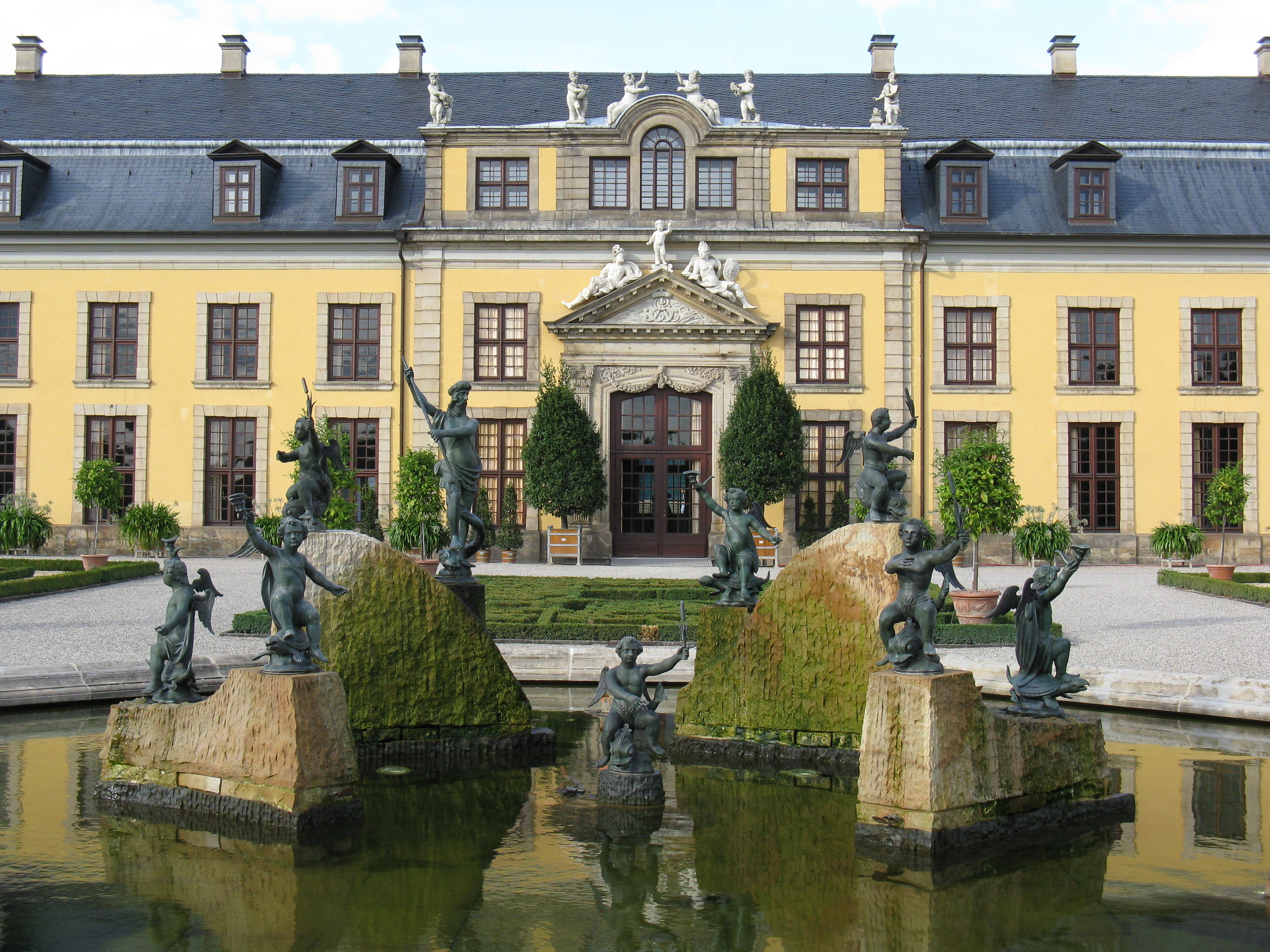
Interimsspielstätte Galeriegebäude im Großen Garten

Kurt Ehrhardt übernahm nach Kriegsende die Leitung des Schauspiels. Große Teile des Ensembles fanden wieder zurück, und im September 1945 wurde zunächst im Galeriegebäude Herrenhausen, dann erneut im Ballhof mit großem Erfolg wieder Theater gespielt. 1965 wurde Franz Reichert der Nachfolger Ehrhardts. Das Staatsschauspiel nutzte für besonders große Aufführungen das Theater am Aegi, im Künstlerhaus wurde gespielt und auch die Humboldt- und Leibnizschule waren Spielorte. Intendant Reichert wurde mit der Zusage nach Hannover geholt, dass in der Nähe des Bahnhofs ein Schauspielhaus gebaut werden würde. Obwohl dieses Versprechen nicht eingehalten wurde, blieb Reichert und begeisterte das Publikum.
1958 fasste der Rat der Stadt den Beschluss, dass ein Neubau errichtet werden sollte. Trotz erfolgreicher Architektenwettbewerbe scheiterten zunächst zwei Anläufe, ein Schauspielhaus zu bauen, da es der Stadt Hannover an Geld mangelte. Die 1966 gegründete „Gesellschaft der Freunde des hannoverschen Schauspielhauses“ bemängelte unentwegt das Fehlen eines Schauspielhauses und setzte sich für einen Neubau ein. Doch auch diese Bemühungen zeigten in den nächsten Jahren zunächst keine Auswirkungen.
Frischen Wind in Hannovers kulturelles Leben brachte dann der neue Schauspieldirektor Herbert Kreppel (1975). Es folgte Alexander May, der selber auch oft auf der Bühne stand. 1988 beauftragte der Rat der Stadt (1978–1988) dann ein Architektenbüro mit den konkreten Planungen für eine Bühne mit 900 Sitzplätzen. Aufgrund weiterhin fehlender finanzieller Mittel konnte allerdings erst Nachfolgeintendant Eberhard Witt das neue Schauspielhaus in der Prinzenstraße, dessen Bau insgesamt 64 Millionen Mark gekostet hatte, eröffnen.

### Schauspiel Hannover im Neubau Prinzenstraße

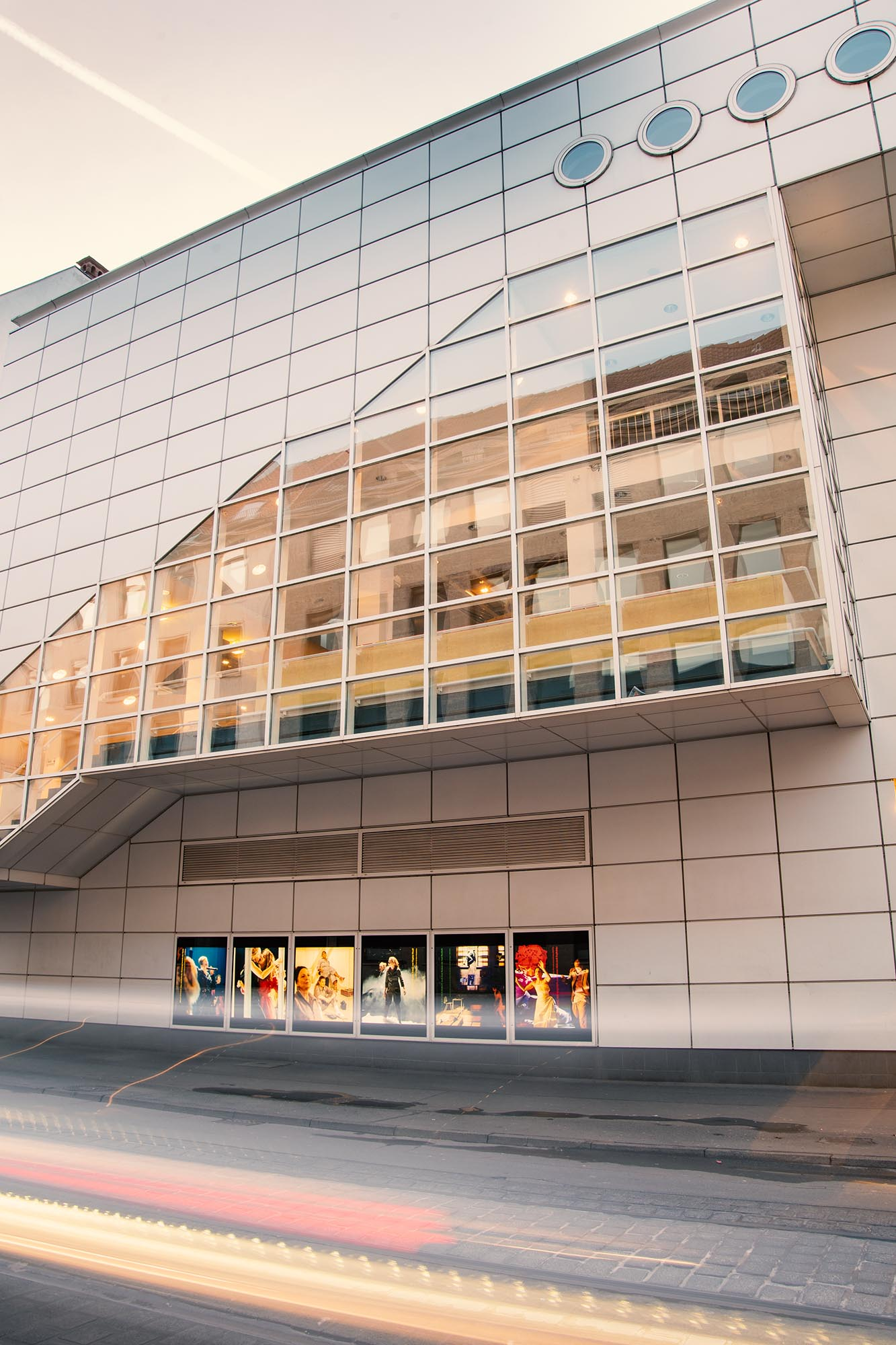
Schaukästen am Schauspielhaus Hannover (2020)

Durch einen Kulturvertrag der Stadt Hannover mit dem Land Niedersachsen wurde nach den Plänen des Schweizer Architekten Claude Paillard das Schauspielhaus in seiner heutigen Form erbaut und Ende November 1992 eröffnet. Mit Eberhard Witt kam ein fast komplett neues Ensemble ins hannoversche Theaterleben. Auch unter dem folgenden Intendanten Ulrich Khuon (1993), welcher sich stärker auf das zeitgenössische Theater konzentrierte, wurde auf verschiedenen Bühnen gespielt. Im Schauspielhaus, im Ballhof, auf der Probebühne im Ballhof und in der Cumberlandschen Galerie.
Seit 1998 beteiligt sich das Schauspielhaus Hannover zudem an der Ausrichtung des ursprünglich in Braunschweig gegründeten Festivals „Theaterformen“, das seit 2007 jährlich wechselnd in einer der beiden Städte durchgeführt wird.
Seitdem hat sich Zahl der Spielstätten weiter erhöht. Mit Antritt von Intendant Wilfried Schulz und der Gründung des Jungen Schauspiels im Jahr 2000 wurde die Probebühne im Ballhof zum regulären Ballhof Zwei, Lars-Ole Walburg funktionierte bei Amtsantritt 2009 die Probebühne im Cumberlandschen Gebäude zum offiziellen Spielort Cumberlandsche Bühne um.
Mit Amtsantritt von Sonja Anders im Jahr 2019, wurde im Schauspielhaus neben der Neugestaltung des Vorderhauses auch ein Durchgang zur Kantine geschaffen, die seither über den Innenhof auch für Besucher zugänglich ist. Die Lichtinstallation im Foyer sowie der im Innenhof angebrachte Leucht-Schriftzug „Lebe und rette“ aus der griechischen Tragödie Iphigenie, wurden von der Bühnenbildnerin Katja Haß entworfen.

## Architektur
Der von dem Schweizer Architekten Claude Paillard entworfene Bau in der Prinzenstraße in Hannover ist ein mit Aluminiumplatten verkleideter Stahlbetonbau im futuristischen Stil. Der im Obergeschoss gelegene Zuschauerraum bietet 630 Zuschauern Platz.
Der sachlich-moderne Neubau integriert einige erhaltene Teile der 1883–1886 vom Architekten Otto Goetze als Kunstmuseum für den Herzog von Cumberland Ernst August erbauten Cumberlandschen Galerie. Heute finden im denkmalgeschützten historischen Treppenhaus ebenfalls Aufführungen statt.
In den Neubau integriert wurde auch das 1928 gegründete Theatermuseum Hannover, das ursprünglich in einem Seitenflügel des Opernhauses untergebracht war.

## Intendanzen
- Willy Grunwald (1921–1924)
- Rolf Roennecke (1925–1927)
- Georg Altmann (1927–1933)
- Alfons Pape (1933–1943)
- Gustav Rudolf Sellner (1943–1944)
- Kurt Ehrhardt (1953–1965)
- Franz Reichert (1965–1973)
- Herbert Kreppel (1975–1978)
- Alexander May (1978–1988)
- Eberhard Witt (1988–1993)
- Ulrich Khuon (1993–2000)
- Wilfried Schulz (2000–2009)
- Lars-Ole Walburg (2009–2019)
- Sonja Anders (seit 2019–2025)
- Vasco Boenisch (seit 2025)[1]

## Verwaltungsdirektorium
- Stefan Rosinski (2004–2006)
- Jürgen Braasch (2006–2024)
- Doris Beckmann (seit 2024)

## Ensemblemitglieder 2022 (Auswahl)
- Johanna Bantzer
- Tabitha Frehner
- Nikolai Gemel
- Philippe Goos
- Anja Herden
- Stella Hilb
- Alrun Hofert
- Lukas Holzhausen
- Caroline Junghanns
- Irene Kugler
- Miriam Maertens
- Alban Mondschein
- Sebastian Nakajew
- Sabine Orléans
- Nils Rovira-Muñoz
- Hajo Tuschy

## Weiter so! Förderpreis
Seit 2003 wird zunächst alle zwei Jahre, dann zumeist jährlich der Weiter so! Förderpreis an künstlerisches Personal des Schauspiels Hannover vergeben. Ausgezeichnet werden Schauspieler mit maximal fünf Jahren Bühnenerfahrung und Künstler in der Kategorie Regie, Bühne und Kostüm. Gestiftet wird der Theaternachwuchspreis von der Gesellschaft der Freunde des hannoverschen Schauspielhauses e. V. (GFS). Ziel des Preises ist es Talente zu fördern.
Einige der geförderten Preisträger sind in den Jahren nach der Vergabe zu bekannten Künstlern geworden. So inszenieren Mina Salehpour und Christopher Rüping heute an großen Theatern im deutschsprachigen Raum. Benjamin Höppner, Picco von Groote und Katharina Lorenz stehen neben ihrer Tätigkeit am Theater seither vor der Kamera für Film- und Fernsehproduktionen.

### Preisträger
- 2003: Benjamin Höppner und Franziska Henschel als beste Nachwuchsschauspieler
- 2005: Katharina Lorenz als beste Nachwuchsschauspielerin
- 2007: Sonja Beißwenger als beste Nachwuchsschauspielerin
- 2009: Picco von Groote als beste Nachwuchsschauspielerin
- 2011: Julia Schmalbrock und Philippe Goos als beste Nachwuchsschauspielerin
- 2012: Mina Salehpour (beste Regie), Maria Anderski (bestes Kostümbild) und Jorge Enrique Caro (bestes Bühnenbild) für die Produktion Fatima von Atiha Sen Gupta[3]
- 2013: Lisa Natalie Arnold als beste Nachwuchsschauspielerin
- 2014: Anne-Stine Peters (beste Regie), Hanna Rode (Bestes Kostümbild) für die Produktion Tschick nach Wolfgang Herrndorf
- 2015: Sarah Franke und Jakob Benkhofer als beste Nachwuchsschauspieler
- 2016: Christopher Rüping (beste Regie) für Hiob von Joseph Roth[4]
- 2017: Jonas Steglich als bester Nachwuchsschauspieler
- 2018: Annika Träger (bestes Kostüm), Paul Schwesig (beste Regie), Andreas Alexander Straßer (bestes Bühnenbild)[5]
- 2020: Alrun Hofert als beste Nachwuchsschauspielerin[2]
- 2022: Nicolas Matthews und Amelle Schwerk als beste Nachwuchsschauspieler
- 2023: Nikolai Gemel und Helene Krüger als beste Nachwuchsschauspieler[6]
- 2024: Tabitha Frehner als beste Nachwuchsschauspielerin[7]
- 2025: Nellie Fischer-Benson als beste Nachwuchsschauspielerin[8]

## Auszeichnungen
Das Schauspiel Hannover wurde verschiedentlich ausgezeichnet, wobei die Auszeichnungen für die eigene Produktionen ergingen oder an kooperierende Regisseure oder Autoren des Hauses gingen.
Der Dramatiker Nis-Momme Stockmann erhielt für sein Werk „Tod und Wiederauferstehung der Welt meiner Eltern in mir“ 2014 den Dramatikerpreis der Deutschen Wirtschaft . Das Stück behandelt den privaten und beruflichen Niedergang eines zweifelnden Bankers, wurde in Hannover uraufgeführt und eröffnete die Spielzeit 2012/2013 sowie die Mülheimer Theatertage 2013.
Den Hoffmann-von-Fallersleben-Preis der Hoffmann-von-Fallersleben-Gesellschaft erhielt 2014 Juli Zeh. Mit diesem Preis werden Autoren geehrt, „deren literarisches, historisches und publizistisches Werk in seinem Sinn eigenständiges Denken beweist und andere dazu ermutigt“. Das Theaterstück „Corpus delicti“ hatte im März 2014 Premiere in Hannover.
Im Jahr 2013 wurde Regisseurin Mina Salehpour in der Kategorie Regie Kinder- und Jugendtheater mit dem Theaterpreis „Der Faust“ ausgezeichnet. In Hannover inszenierte sie bereits 2012 „Fatima“ und 2013 das Familienstück „Peter Pan“.
2013 wurde Katja Brunner ausgezeichnet für ihr Stück „Von den Beinen zu kurz“. Es behandelt Inzest und Missbrauch, erhielt in der Inszenierung von Heike M. Goetze den Mülheimer Dramatikerpreis. Die deutsche Erstaufführung fand im Januar 2013 in Hannover statt. In seinem Jahresrückblick „Theaterhits 2013“ kürte „spiegel online“ Text und Inszenierung zu einem der besten fünf Stücke des Jahres.
Das botanische Langzeittheater „Die Welt ohne uns“, das am Schauspielhaus Hannover über fünf Jahre in 15 Akten inszeniert wird, wurde als ausgewählter Ort im Wettbewerb Deutschland – Land der Ideen 2012 ausgezeichnet. Der Preis wird an beispielhafte Projekte aus Wissenschaft, Kultur, Wirtschaft und Gesellschaft verliehen, die ungewöhnliche Ideen verwirklichen. Als Preis wurde im Rahmen einer Preisverleihung am 22. April 2012 eine Plexiglas-Statue an die beiden künstlerischen Leiter des Projekts, Aljoscha Begrich und Tobias Rausch, verliehen.
Im Jahr 2018 wurde Regisseur Þorleifur Örn Arnarsson in der Kategorie Regie Schauspiel mit dem Faust Preis für die Inszenierung Die Edda ausgezeichnet.

### Festivaleinladungen
In der Spielzeit 2021/22 wurde unter der Intendanz von Sonja Anders die Inszenierung „Ein Mann seiner Klasse“ von Christian Baron in der Inszenierung von Lukas Holzhausen zum Berliner Theatertreffen eingeladen.
In derselben Spielzeit wurde „Vater unser“ von Angela Lehner in der Inszenierung von Hannah Gehmacher zum Heidelberger Stückemarkt eingeladen. Das Stück „Monte Rosa“ von Teresa Dopler in der Inszenierung von Matthias Rippert wurde sowohl zu den Mülheimer Theatertage „Stücke“ wie auch zu den Autor:Innentagen (Deutsches Theater Berlin) eingeladen.
2024 wurde Nora oder Wie man das Herrenhaus kompostiert von Sivan Ben Yishai in der Regie von Marie Bues zu den Mülheimer Theatertagen eingeladen.